# Leopold Zunz
Leopold Zunz (Detmold, 1794. augusztus 10. – Berlin, 1886. március 18.) zsidó tudós, a Biblia utáni zsidó irodalom tudományos ismertetésének megalkotója.

## Életrajza
Detmoldban született, és már korán árvaságra jutott. Wolfenbüttelben, az úgynevezett Samson-iskolában nevelték. Első volt a zsidók között, aki a német területen nyilvánosan végezte gimnáziumi tanulmányait, majd a Berlini Egyetemen filozófiával foglalkozott. 1820–1822 között Berlinben prédikátor, 1825–1832 között a Spenersche Zeitung egyik szerkesztője, egyidejűleg (1825–1829) az ottani zsidó község akkoriban alapított iskolájának igazgatója. 1835-ben Prágában hívták hitszónoknak, de ettől az állástól nemsokára megvált, és a berlini zsidó tanítóképzőnek az intézet 1850-ben történt megszüntetéséig igazgatója volt. Attól kezdve kizárólagosan a zsidó tudománynak szentelte életét és a zsidó irodalmat több évtizeden keresztül gazdagította számos, többnyire úttörő, mindig alapos és tanulságos művel. Főbb művei alul vannak kiemelve. Szerkesztette a Zeitschrift für die Wissenschaft des Judenthums-t (1823), továbbá Arnheim H., Sachs M. és Fürst Gyula német bibliafordítását. Számos zsinagógai és politikai beszéde mellett kiadta a Predigten, gehalten in der neuen israelitischen Synagoge zu Berlint (Berlin 1823) és a legtöbb zsidó és nem-zsidó tudományos folyóiratoknak volt szorgalmas, és keresett munkatársa. Kortársai az ő nevét viselő alapítvánnyal (Zunz-Stiftung) tisztelték meg, melynek jövedelmét a zsidó tudomány támogatására fordították.

## Művei
- Etwas über die rabbinische Litteratur (Berlin 1818);
- Die gottesdienstlichen Vorträge der Juden (uo. 1832, 2. kiad. Majna m. Frankfurt 1892);
- Namen der Juden (Lipcse 1837);
- Zur Geschichte und Litteratur (Berlin 1845);
- Die synagogale Poesie des Mittelalters (uo. 1855);
- Ritzs des synagogalen Gottesdienstes (uo. 1859);
- Litteraturgeschichte der synagogalen Poesie (uo. 1865),
- Gesammelte Schriften (3. köt., uo. 1874-1876).